# Jacques Doillon
Jacques Doillon (París, 15 de marzo de 1944) es un director de cine francés. Tiene la costumbre de dar papeles principales a jóvenes actrices sin experiencia en sus películas sobre la vida familiar y las mujeres. Algunas actrices debutaron con él como Fanny Bastien, Sandrine Bonnaire, Judith Godrèche, Marianne Denicourt, Charlotte Gainsbourg y Juliette Binoche.
Doillon nació en París. Tiene cinco hijos: Lola Doillon (nacida en 1975), cuya madre es editora de cine Noëlle Boisson, Lou Doillon (nacida en 1982), de su relación con la actriz Jane Birkin en la década de 1980, Lili Doillon (1995) con Brune Compagnon, Lina Doillon (2010) con Amélie van Elmbt y Lazare Doillon-Tencer (2016) con Marianne Doillon-Tencer.
Su película de 1989  La niña de 15 años  entró en el 16º Festival Internacional de Cine de Moscú.

## Filmografía
- Rodin (2017)
- Mes séances de lutte (2013)
- Le Mariage à trois (2010)
- Le premier venu (2008)
- Raja (2003) protagonizado por Pascal Greggory
- Carrément à l'Ouest (2001)
- Petits frères (1999)
- Trop (peu) d'amour (1998) protagonizado por Lambert Wilson
- Ponette (1996) starring Victoire Thivisol, Marie Trintignant
- Un siècle d'écrivains (TV series documentary) - segment Nathalie Sarraute (1995)
- Du fond du cœur (1994) protagonizado por Benoît Régent, Anne Brochet
- L'Homme à la mer (1993 TV movie) protagonizado por Jacques Higelin, Marie Gillain
- Le Jeune Werther (1993)
- Amoureuse (1992) protagonizado por Charlotte Gainsbourg, Yvan Attal
- Contre l'oubli (1991) - segment "Pour Anstraum Aman Villagran Morales, Guatémala"
- Le Petit criminel (1990)  - protagonizado porRichard Anconina Clotilde Courau
- La vengeance d'une femme (1990) - Isabelle Huppert and Béatrice Dalle
- Pour un oui ou pour un non (1990 TV movie) - Jean-Louis Trintignant and André Dussollier
- La fille de quinze ans (1989) - con Judith Godrèche, Melvil Poupaud
- L'Amoureuse (1988) - Marianne Denicourt, Agnès Jaoui, Eva Ionesco, Dominic Gould
- Comédie ! (1987) - starring Jane Birkin y Alain Souchon
- La Puritaine (1986) - Sandrine Bonnaire, Michel Piccoli, Sabine Azéma
- La tentation d'Isabelle (1985) - Jacques Bonnaffé
- Mangui, onze ans peut-être (1985) (Documental)
- La Vie de famille (1985) - protagonizado por Sami Frey Juliet Berto Juliette Binoche
- La Pirate (1984) - protagonizado por Jane Birkin, Maruschka Detmers, Andrew Birkin, Laure Marsac
- Monsieur Abel (1983 TV movie)
- L'Arbre (1982 TV movie) - protagonizado por Jeanne Moreau
- La Fille prodigue (1981) - sprotagonizado por Jane Birkin, Michel Piccoli
- La Drôlesse (1979)
- The Crying Woman (1979)
- Un Sac de Billes (1975)
- Touched in the Head (1974)
- The Year 01 (1973) - protagonizado por Gérard Depardieu, Thierry Lhermitte, Patrice Leconte...
- Autour des filets (1973 cortometraje)
- Les Demi-jours (1973 corto documental)
- Laissés pour compte (1973 corto documental)
- On ne se dit pas tout entre époux (1971 cortometraje)
- Bol d'or (1971 corto documental)
- Tous risques (1971 corto documental)
- La Voiture électronique (1970 corto documental)
- Vitesse oblige (1970 corto documental)
- Trial (1969 corto documental)

## Premios y reconocimientos
Festival Internacional de Cine de Venecia
| Año  | Categoría               | Película | Resultado |
| ---- | ----------------------- | -------- | --------- |
| 1996 | Premio FIPRESCI         | Ponette  | Ganador   |
| 1996 | Premio OCIC             | Ponette  | Ganador   |
| 1996 | Premio Sergio Trassatti | Ponette  | Ganador   |